# Kertaraharja (Pagelaran)
Kertaraharja is een bestuurslaag in het regentschap Cianjur van de provincie West-Java, Indonesië. Kertaraharja telt 3786 inwoners (volkstelling 2010).